# Мария Шарлота фон Изенбург-Бюдинген
Мария Шарлота фон Изенбург-Бюдинген (на немски: Maria Charlotte zu Ysenburg-Büdingen in Wächtersbach; * 23 юли 1687 във Вехтерсбах; † 13 август 1716 в Берлебург) е графиня от Изенбург-Бюдинген-Вехтерсбах
и чрез женитба графиня на Сайн-Витгенщайн-Берлебург.
Тя е дъщеря на граф Фердинанд Максимилиан I фон Изенбург-Бюдинген-Вехтерсбах (1661 – 1703) и съпругата му графиня Албертина Мария фон Сайн-Витгенщайн-Берлебург (1663 – 1711), дъщеря на граф Георг Вилхелм фон Сайн-Витгенщайн-Берлебург (1636 – 1684) и първата му съпруга Амели Маргерит де Ла Плац (1635 – 1669).
Мария Шарлота фон Изенбург-Бюдинген умира на 13 август 1716 г. в Берлебург на 29 години.

## Familiq
Мария Шарлота фон Изенбург-Бюдинген се омъжва на 18 декември 1711 г. във Вехтерсбах за граф Казимир фон Сайн-Витгенщайн-Берлебург (1687 – 1741), най-възрастният син на граф Лудвиг Франц фон Сайн-Витгенщайн-Берлебург (1660 – 1694) и съпругата му графиня Хедвиг София фон Липе-Браке (1669 – 1738). Те имат децата:

- Лудвиг Фердинанд (* 1 януари 1712 в Берлебург; † 12 февруари 1773 в Берлебург), граф на Сайн-Витгенщайн-Берлебург, женен на 26 юли 1744 г. във Филипсайх за графиня Фридерика Кристина София фон Изенбург-Бюдинген-Филипсайх (1721 – 1772)
- София Албертина (* 2 януари 1713 в Берлебург; † 31 юли 1735)
- Кристина Англия Шарлота (* 2 септември 1715; † 6 януари 1793)

Казимир фон Сайн-Витгенщайн-Берлебург се жени втори път на 6 май 1717 г. в Еберсдорф за графиня Естер Мария Поликсена фон Вурмбранд-Щупах (1696 – 1755).